# Motonormatività
La motonormatività (anche bias del parabrezza) è un bias cognitivo inconscio in cui si presuppone che possedere e utilizzare un'automobile siano una norma sociale scontata.

## Origine
Il termine è stato coniato dagli psicologi della Swansea University Ian Walker, Alan Tapp e Adrian Davis in uno studio del 2023.

## Descrizione e significato
La motonormatività è un concetto che descrive il modo in cui la società considera l'uso dell'automobile come standard o norma implicita per gli spostamenti, relegando altre forme di mobilità (come la bicicletta, il trasporto pubblico o la mobilità pedonale) a opzioni secondarie o meno valide. Questo porta a politiche urbanistiche, infrastrutturali e culturali che privilegiano le auto, spesso a discapito di sicurezza, accessibilità e sostenibilità.
La motonormatività non è un pregiudizio limitato solo agli automobilisti, ma è una caratteristica delle società incentrate sull’automobile. Walker ha sostenuto che una conseguenza del pregiudizio motonormativo è che qualsiasi tentativo di ridurre l’uso dell’automobile non viene visto chiaramente per quello che è, ma interpretato come un tentativo di limitare la libertà personale. Questo effetto è stato documentato non solo nel Nord America, notoriamente dipendente dalle automobili, ma in tutto il mondo.

## Esempi
Walker ha citato alcune campagne sulla sicurezza stradale rivolte ai bambini come esempio di motonormatività: incoraggiando i bambini a indossare abiti dai colori vivaci per evitare di essere investiti, tali campagne normalizzano l'idea del traffico automobilistico come un pericolo accettato a cui gli altri devono adattarsi, in un modo che in altri contesti sarebbe considerato una colpevolizzazione della vittima.
La motonormatività può influenzare le decisioni politiche e urbanistiche, ad esempio, in modo che un nuovo ospedale venga costruito fuori città, anche se ciò lo rende meno accessibile ai cittadini che non hanno la possibilità di usare l’auto.